# Cosmarium radiosum
Cosmarium radiosum  là một loài Song tinh tảo trong họ Desmidiaceae, thuộc chi Cosmarium.